# Famille tuyau de poêle
« Famille tuyau de poêle » est en France une expression de la culture populaire péjorative issue vraisemblablement de la guerre de 14-18 et reprise par écrit vers 1920.

## Signification
Le terme « tuyau de poêle » lui-même désigne au départ le chapeau haut de forme, s'appliquant ainsi initialement pour désigner la famille de cette pièce. Mais il s'appuie également sur une analogie plus concrète, en effet les tuyaux de poêle s'assemblent en s'emmanchant les uns dans les autres. Une « famille tuyau de poêle » désigne donc dans sa première acception une famille dont les membres ont tous des rapports sexuels entre eux.
Aujourd'hui, bien qu'étant toujours aussi péjorative, le sens de l'expression a sensiblement évolué, sa connotation sexuelle s'est fortement estompée, s'appliquant davantage aux familles nombreuses et peu cultivées issues de milieux défavorisés ou populaires, voire parfois plus simplement aux familles de « beaufs ».
Le tuyau de poêle est aussi une personne qui n’inspire pas confiance, soit par manque de sérieux, soit par manque d’intelligence, donc un branquignol de Soton
Plus humoristique, le philosophe Alphonse Allais disait « On s'est aperçu que les cheveux examinés au microscope apparaissent creux. D'où l'expression "tuyau de poil" ! »

## Utilisation comme titre d'œuvres
Pierre Louis Rehm, médecin, journaliste, homme de lettres et Rédacteur en chef au « Matin », publie en 1919  « La Famille Tuyau de Poêle, roman de la vie de l'arrière-front » aux éditions la Renaissance du livre.
Jacques Prévert donne le même titre à l'une de ses pièces de théâtre (1933),,, relatant les péripéties d'une famille bourgeoise dépravée, (pratiquant l'inceste, entre autres), mais se prétendant hypocritement très vertueuse.
Benoît Bertin publie en 1975 un ouvrage intitulé Famille tuyau de poêle aux éditions Promarcy,.
En 1978, les éditions Elvifrance publient une bande dessinée intitulée « La famille Tuyau d'Poêle » qui est le numéro 38 de la série érotique « Salut les Bidasses ».
« Une famille tuyaux de poêle » est également le titre d'un roman de Philippe Wolfrom publié en 2013 aux éditions du Panthéon
Dans le domaine musical, Pierre Vassiliu écrit et chante La famille tuyau de poële, chanson présente sur le 45 tours Tous publics paru en 1965.
Mélanie Lusereau s'en inspire en 2006 dans un de ses tableaux intitulé :  « Famille tuyau d'poêle ».